# Typhlonectes compressicauda
Typhlonectes compressicauda es una especie de anfibio gimnofión de la familia Typhlonectidae. Es endémica de la zona norcentral de América del Sur. Se halla hasta una altitud de 200 m s. n. m. Se halla en el oeste del Brasil, en la Guayana Francesa, en la República Cooperativa de Guyana y en las regiones amazónicas de Venezuela, Colombia, y del Perú. Tal vez habite también en el Surinam y en Bolivia.
Sus hábitats naturales incluyen bosques secos tropicales o subtropicales, pantanos, ríos, torrentes, lagos de agua dulce, marismas de agua dulce, zonas de almacenamiento y tratamiento de aguas, estanques, zonas de irrigación, canales y diques.